# The Elephant 6 Recording Company
The Elephant 6 Recording Company este o casă de discuri americană fondată în anul 1991.